# Distretto di Qurghan
Il distretto di Qurghan è un distretto dell'Afghanistan appartenente alla provincia del Faryab. Viene stimata una popolazione di 45.800  abitanti (dato 2012-13).